# British Youth Council
El Consejo Británico de la Juventud (en inglés: British Youth Council) es una organización benéfica del Reino Unido que trabaja para fortalecer a la juventud y promover sus intereses. Está dirigido por jóvenes, existe para representar el punto de vista de la gente joven para gobernar y tomar decisiones en un nivel local, nacional, europeo e internacional; y para promover el incremento y la participación de los jóvenes en la sociedad y en la vida pública. Es parcialmente financiada por el Departamento de Cultura, Media y Deportes.